# チャールズ・プロテウス・スタインメッツ

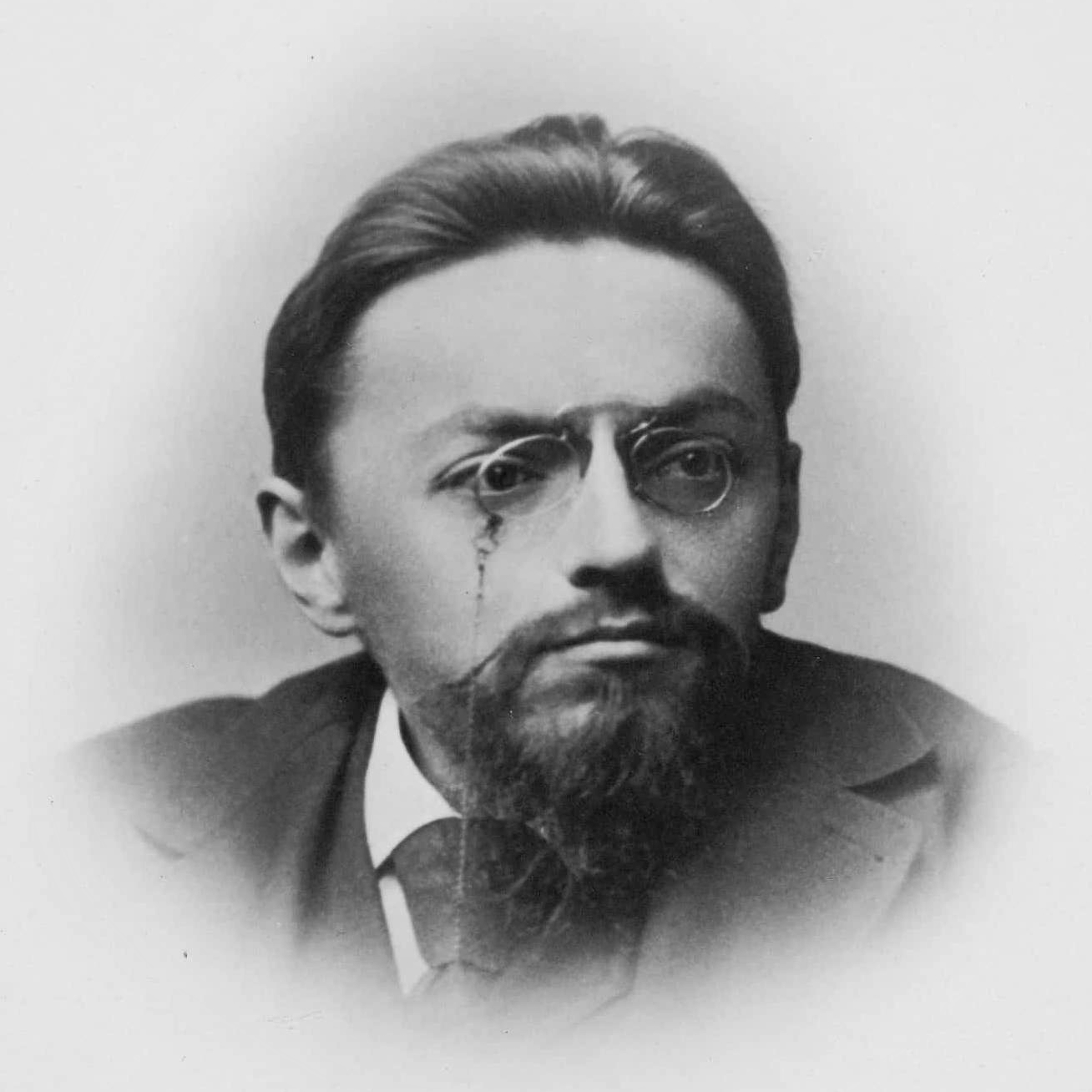
チャールズ・プロテウス・スタインメッツ

チャールズ・プロテウス・スタインメッツ（Charles Proteus Steinmetz、出生名：カール・アウグスト・ルドルフ・シュタインメッツ（Karl August Rudolph Steinmetz）、1865年4月9日 - 1923年10月26日）は、ドイツ生まれのアメリカ合衆国の数学者、電気工学者。ユニオン大学教授。ブレスラウ（現ポーランド・ヴロツワフ）出身。
電気工学（特に、交流理論）の研究を通して、アメリカの電気産業の発展に寄与し、電気技術者のために数学理論を定式化した。磁気ヒステリシス、電動機等の研究で数々の画期的な発見をした。

## 生涯
父親カール（Karl）は鉄道の石版技師だった。
1883年に数学の才能を生かそうとした父によりブレスラウ大学に入学し、幅広い勉強をした。その一方、社会主義新聞『人民の声』誌の陰の編集者を務めるなど社会主義運動に参加した。1888年の卒業直前、オットー・フォン・ビスマルクの政府を批判する論説を書いたことで検挙の手が伸びようとしたため、ウィーンを経てスイスに逃れた。現在の連邦工科大学（ETH）で数学と機械工学を学んで卒業資格を得、1889年にアメリカに亡命した。この時、名前をチャールズ・プロテウス・スタインメッツとした。ミドルネームのプロテウスは、ドイツ時代の教授たちが変身する能力を持つギリシア神話の海神プロテウスにちなみ呼んだニックネームに由来する。
ニューヨークでエイケマイアー・アンド・オスターヘルド社（Eickemeyer and Osterheld Manufacturing Co.）に製図工として入り、技師を経て研究部長となった。同時に磁気ヒステリシスに関する研究も行った。英語ができるようになると電気学会に入った。
1893年にゼネラル・エレクトリック社がエイケマイアー・アンド・オスターヘルド社を買収すると、ゼネラル・エレクトリック社の顧問となった。同年に複素数を使う交流回路理論を、トーマス・エジソンの実験助手アーサー・エドウィン・ケネリーとほぼ同時に発表した。
スケネクタディの研究所を舞台に、電気機器の設計、水銀灯、避雷器、交流高圧送電機器など195に上る特許を得、また多数の論文を執筆、交流電気技術の確立に決定的な役割を果たした。なかでもヒステリシス現象の発見、過渡現象の理論的解析、複素数を導入した記号法による三相交流回路計算法の確立などの理論的研究は電気工学の成立をもたらした。
1902年よりユニオン大学教授を兼任する。10冊の著書中『交流現象の理論と計算』（1897。1916年の第3版で全3巻に拡大）、『過渡現象の理論と計算』（1909）、『電気工学の理論的諸原理』（第4版1915）、『工業数学』（1910）は版を重ね、日本においても多大な影響を与えた。アメリカ電気学会会長（1901）、照明工学会会長（1915）も務めた。電化の社会的意義にも関心を寄せ、ソビエト連邦成立にも注目する一方、地域の社会的政策にも協力した。
1913年にエリオット・クレッソン・メダル、1914年にCedergren Medalを受賞した。
1923年秋に家族とともに列車で西部を旅行し、グランドキャニオン、ヨセミテ、俳優ダグラス・フェアバンクスを見に立ち寄った。この旅で疲れ果て、10月26日にウェンデル・アヴェニュー（Wendell Avenue）の自宅で亡くなった。

## 人物
アルベルト・アインシュタイン、ニコラ・テスラ、エジソンと親交があった。
研究所のあったスケネクタディから「the Wizard of Schenectady（スケネクタディの魔術師）」と呼ばれた。計算力は抜群でエラーが無かったので、ゼネラル・エレクトリック社の重役の間では「Supreme Court（最高裁）」というニックネームで呼ばれた。
父と祖父と同様に背骨の上部が極端に湾曲する後彎症という先天性の病が原因で、身長は120cmしかなかった。遺伝することを恐れ、結婚しなかった。